# Peyrefitte-sur-l’Hers
Peyrefitte-sur-l’Hers ist eine südfranzösische Gemeinde mit 76 Einwohnern (Stand 1. Januar 2022) im Département Aude in der Region Okzitanien.

## Lage
Peyrefitte-sur-l’Hers liegt am Fluss Hers im Herzen der alten Kulturlandschaft des Lauragais in einer Höhe von etwa 300 Metern ü. d. M. und etwa 58 Kilometer (Fahrtstrecke) westlich von Carcassonne bzw. etwa 18 Kilometer südwestlich von Castelnaudary.

## Bevölkerungsentwicklung
| Jahr      | 1962 | 1968 | 1975 | 1982 | 1990 | 1999 | 2006 | 2016 |
| Einwohner | 89   | 64   | 65   | 64   | 56   | 58   | 70   | 75   |

Im 19. Jahrhundert hatte der Ort stets zwischen 140 und 230 Einwohner. Die Mechanisierung der Landwirtschaft und der damit verbundene Verlust von Arbeitsplätzen führte seitdem zu einem deutlichen Rückgang der Einwohnerzahl.

## Wirtschaft
Die Umgebung des Ortes ist immer noch geprägt von der Landwirtschaft, die sich im ausgehenden Mittelalter und der frühen Neuzeit hauptsächlich auf den Anbau von Färberwaid (pastel) konzentrierte. Der Import von Indigo führte ab dem 18. Jahrhundert zu einem allmählichen wirtschaftlichen Niedergang und die Bauern wandten sich wieder der ‚normalen‘ Landwirtschaft zu. Im ausgehenden 20. Jahrhundert ist der Tourismus in Form der Vermietung von Ferienwohnungen (gîtes) als Wirtschaftsfaktor hinzugekommen.

## Geschichte
Die Ursprünge des – wie viele Orte im Lauragais – auf einem Hügel gelegenen Ortes reichen wahrscheinlich weit zurück. Im ausgehenden Mittelalter entstand die kleine Kirche des Ortes. Über Zerstörungen während der Albigenserkreuzzüge (1209–1229), des Hundertjährigen Krieges (1337–1453) oder der Hugenottenkriege (1562–1598) ist nichts bekannt.

## Sehenswürdigkeiten
- Die kleine Pfarrkirche (Église Saint-Martin) hat einen dreiteiligen Glockengiebel, der von Ecktürmchen begleitet wird (vgl. Kirchen von Payra-sur-l’Hers und Salles-sur-l’Hers).
- Von der ehemaligen Stadtbefestigung aus dem 15. Jahrhundert steht noch ein runder Eckturm.